# コロラド州選出のアメリカ合衆国上院議員
以下は、コロラド州選出のアメリカ合衆国上院議員の一覧である。コロラド州は、1876年8月1日に連邦に加わった。

## 上院議員一覧
| 第2部 第2部の上院議員は西暦年を6で除算したときの剰余が3と等しい年が任期末である。最近では2002年, 2008年, 2014年, 2020年に改選されている。次の選挙は2026年を予定している。 | 第2部 第2部の上院議員は西暦年を6で除算したときの剰余が3と等しい年が任期末である。最近では2002年, 2008年, 2014年, 2020年に改選されている。次の選挙は2026年を予定している。 | 第2部 第2部の上院議員は西暦年を6で除算したときの剰余が3と等しい年が任期末である。最近では2002年, 2008年, 2014年, 2020年に改選されている。次の選挙は2026年を予定している。 | 第2部 第2部の上院議員は西暦年を6で除算したときの剰余が3と等しい年が任期末である。最近では2002年, 2008年, 2014年, 2020年に改選されている。次の選挙は2026年を予定している。 | 第2部 第2部の上院議員は西暦年を6で除算したときの剰余が3と等しい年が任期末である。最近では2002年, 2008年, 2014年, 2020年に改選されている。次の選挙は2026年を予定している。 | 第2部 第2部の上院議員は西暦年を6で除算したときの剰余が3と等しい年が任期末である。最近では2002年, 2008年, 2014年, 2020年に改選されている。次の選挙は2026年を予定している。 | 議会                                                                                   | 第3部 第3部の上院議員は西暦年を6で除算したときの剰余が5と等しい年が任期末である。最近では1998年, 2004年, 2010年, 2016年に改選されている。次の選挙は2022年を予定している。 | 第3部 第3部の上院議員は西暦年を6で除算したときの剰余が5と等しい年が任期末である。最近では1998年, 2004年, 2010年, 2016年に改選されている。次の選挙は2022年を予定している。 | 第3部 第3部の上院議員は西暦年を6で除算したときの剰余が5と等しい年が任期末である。最近では1998年, 2004年, 2010年, 2016年に改選されている。次の選挙は2022年を予定している。 | 第3部 第3部の上院議員は西暦年を6で除算したときの剰余が5と等しい年が任期末である。最近では1998年, 2004年, 2010年, 2016年に改選されている。次の選挙は2022年を予定している。 | 第3部 第3部の上院議員は西暦年を6で除算したときの剰余が5と等しい年が任期末である。最近では1998年, 2004年, 2010年, 2016年に改選されている。次の選挙は2022年を予定している。 | 第3部 第3部の上院議員は西暦年を6で除算したときの剰余が5と等しい年が任期末である。最近では1998年, 2004年, 2010年, 2016年に改選されている。次の選挙は2022年を予定している。 |
| # | 氏名 | 所属政党 | 在職期間 | 選挙歴 | 任期 | 議会                                                                                   | 任期 | 選挙歴 | 在職期間 | 所属政党 | 氏名 | # |
| 空席 | 空席 | 空席 | 1876年8月1日 – 1876年11月15日 | 連邦加盟後3ヶ月後まで上院議員を選出せず | 1 | 44                                                                                     | 1 | 連邦加盟後3ヶ月後まで上院議員を選出せず | 1876年8月1日 – 1876年11月15日 | 空席 | 空席 | 空席 |
| 1 | ヘンリー・M・テラー | 共和党 | 1876年11月15日 – 1882年4月17日 | 1876年選出 | 1 | 44                                                                                     | 1 | 1876年選出 引退 | 1876年11月15日 – 1879年3月3日 | 共和党 | ジェローム・B・チェイフィー | 1 |
| 1 | ヘンリー・M・テラー | 共和党 | 1876年11月15日 – 1882年4月17日 | 1876年 or 1877年選出 内務長官就任のため辞職 | 2 | 45                                                                                     | 1 | 1876年選出 引退 | 1876年11月15日 – 1879年3月3日 | 共和党 | ジェローム・B・チェイフィー | 1 |
| 1 | ヘンリー・M・テラー | 共和党 | 1876年11月15日 – 1882年4月17日 | 1876年 or 1877年選出 内務長官就任のため辞職 | 2 | 46                                                                                     | 2 | 1879年選出 再指名に失敗 | 1879年3月4日 – 1885年3月3日 | 共和党 | ナサニエル・P・ヒル | 2 |
| 1 | ヘンリー・M・テラー | 共和党 | 1876年11月15日 – 1882年4月17日 | 1876年 or 1877年選出 内務長官就任のため辞職 | 2 | 47                                                                                     | 2 | 1879年選出 再指名に失敗 | 1879年3月4日 – 1885年3月3日 | 共和党 | ナサニエル・P・ヒル | 2 |
| 2 | ジョージ・M・チルコット | 共和党 | 1882年4月17日 – 1883年1月27日 | テイラー辞職により任命 補欠選挙に出馬せず | 2 |                                                                                        | 2 | 1879年選出 再指名に失敗 | 1879年3月4日 – 1885年3月3日 | 共和党 | ナサニエル・P・ヒル | 2 |
| 3 | ホーレス・テイバー | 共和党 | 1883年1月27日 – 1883年3月3日 | テイラー辞職による補欠選挙で選出 引退 | 2 |                                                                                        | 2 | 1879年選出 再指名に失敗 | 1879年3月4日 – 1885年3月3日 | 共和党 | ナサニエル・P・ヒル | 2 |
| 4 | トマス・M・ボーウェン | 共和党 | 1883年3月4日 – 1889年3月3日 | 選出日不明 引退 or 再選に失敗 | 3 | 48                                                                                     | 2 | 1879年選出 再指名に失敗 | 1879年3月4日 – 1885年3月3日 | 共和党 | ナサニエル・P・ヒル | 2 |
| 4 | トマス・M・ボーウェン | 共和党 | 1883年3月4日 – 1889年3月3日 | 選出日不明 引退 or 再選に失敗 | 3 | 49                                                                                     | 3 | 1885年選出 | 1885年3月4日 – 1909年3月3日 | 共和党 | ヘンリー・M・テラー | 3 |
| 4 | トマス・M・ボーウェン | 共和党 | 1883年3月4日 – 1889年3月3日 | 選出日不明 引退 or 再選に失敗 | 3 | 50                                                                                     | 3 | 1885年選出 | 1885年3月4日 – 1909年3月3日 | 共和党 | ヘンリー・M・テラー | 3 |
| 5 | エドワード・O・ウォルコット | 共和党 | 1889年3月4日 – 1901年3月3日 | 1889年選出 | 4 | 51                                                                                     | 3 | 1885年選出 | 1885年3月4日 – 1909年3月3日 | 共和党 | ヘンリー・M・テラー | 3 |
| 5 | エドワード・O・ウォルコット | 共和党 | 1889年3月4日 – 1901年3月3日 | 1889年選出 | 4 | 52                                                                                     | 4 | 1891年再選 | 1885年3月4日 – 1909年3月3日 | 共和党 | ヘンリー・M・テラー | 3 |
| 5 | エドワード・O・ウォルコット | 共和党 | 1889年3月4日 – 1901年3月3日 | 1889年選出 | 4 | 53                                                                                     | 4 | 1891年再選 | 1885年3月4日 – 1909年3月3日 | 共和党 | ヘンリー・M・テラー | 3 |
| 5 | エドワード・O・ウォルコット | 共和党 | 1889年3月4日 – 1901年3月3日 | 1895年再選 再選に失敗 | 5 | 54                                                                                     | 4 | 1891年再選 | 1885年3月4日 – 1909年3月3日 | 共和党 | ヘンリー・M・テラー | 3 |
| 5 | エドワード・O・ウォルコット | 共和党 | 1889年3月4日 – 1901年3月3日 | 1895年再選 再選に失敗 | 5 | 55                                                                                     | 5 | 1897年1月20日再選 | 1885年3月4日 – 1909年3月3日 | 銀共和党 | ヘンリー・M・テラー | 3 |
| 5 | エドワード・O・ウォルコット | 共和党 | 1889年3月4日 – 1901年3月3日 | 1895年再選 再選に失敗 | 5 | 56                                                                                     | 5 | 1897年1月20日再選 | 1885年3月4日 – 1909年3月3日 | 銀共和党 | ヘンリー・M・テラー | 3 |
| 6 | トマス・M・パターソン | 民主党 | 1901年3月4日 – 1907年3月3日 | 1901年選出 引退 | 6 | 57                                                                                     | 5 | 1897年1月20日再選 | 1885年3月4日 – 1909年3月3日 | 銀共和党 | ヘンリー・M・テラー | 3 |
| 6 | トマス・M・パターソン | 民主党 | 1901年3月4日 – 1907年3月3日 | 1901年選出 引退 | 6 | 58                                                                                     | 6 | 1903年再選 引退 | 1885年3月4日 – 1909年3月3日 | 民主党 | ヘンリー・M・テラー | 3 |
| 6 | トマス・M・パターソン | 民主党 | 1901年3月4日 – 1907年3月3日 | 1901年選出 引退 | 6 | 59                                                                                     | 6 | 1903年再選 引退 | 1885年3月4日 – 1909年3月3日 | 民主党 | ヘンリー・M・テラー | 3 |
| 7 | サイモン・グッゲンハイム | 共和党 | 1907年3月4日 – 1913年3月3日 | 1907年1月16日選出 引退 | 7 | 60                                                                                     | 6 | 1903年再選 引退 | 1885年3月4日 – 1909年3月3日 | 民主党 | ヘンリー・M・テラー | 3 |
| 7 | サイモン・グッゲンハイム | 共和党 | 1907年3月4日 – 1913年3月3日 | 1907年1月16日選出 引退 | 7 | 61                                                                                     | 7 | 1909年1月19日選出 死去 | 1909年3月4日 – 1911年1月11日 | 民主党 | チャールズ・J・ヒューズ・ジュニア | 4 |
| 7 | サイモン・グッゲンハイム | 共和党 | 1907年3月4日 – 1913年3月3日 | 1907年1月16日選出 引退 | 7 | 61                                                                                     | 7 | | 1911年1月11日 – 1913年1月15日 | 空席 | 空席 | 空席 |
| 7 | サイモン・グッゲンハイム | 共和党 | 1907年3月4日 – 1913年3月3日 | 1907年1月16日選出 引退 | 7 | 62                                                                                     | 7 | | 1911年1月11日 – 1913年1月15日 | 空席 | 空席 | 空席 |
| 7 | サイモン・グッゲンハイム | 共和党 | 1907年3月4日 – 1913年3月3日 | 1907年1月16日選出 引退 | 7 | ヒューズ死去による補欠選挙で選出                                                       | 7 | 1913年1月15日 – 1921年3月3日 | 民主党 | チャールズ・S・トマス | 5 | |
| 8 | ジョン・F・シャフロス | 民主党 | 1913年3月4日 – 1919年3月3日 | 1913年1月14日選出 再選に失敗 | 8 | ヒューズ死去による補欠選挙で選出                                                       | 7 | 1913年1月15日 – 1921年3月3日 | 民主党 | チャールズ・S・トマス | 5 | 63 |
| 8 | ジョン・F・シャフロス | 民主党 | 1913年3月4日 – 1919年3月3日 | 1913年1月14日選出 再選に失敗 | 8 | 64                                                                                     | 8 | 1913年1月15日 – 1921年3月3日 | 民主党 | チャールズ・S・トマス | 5 | 1914年再選 再選に失敗 |
| 8 | ジョン・F・シャフロス | 民主党 | 1913年3月4日 – 1919年3月3日 | 1913年1月14日選出 再選に失敗 | 8 | 65                                                                                     | 8 | 1913年1月15日 – 1921年3月3日 | 民主党 | チャールズ・S・トマス | 5 | 1914年再選 再選に失敗 |
| 9 | ローレンス・C・フィップス | 共和党 | 1919年3月4日 – 1931年3月3日 | 1918年選出 | 9 | 66                                                                                     | 8 | 1913年1月15日 – 1921年3月3日 | 民主党 | チャールズ・S・トマス | 5 | 1914年再選 再選に失敗 |
| 9 | ローレンス・C・フィップス | 共和党 | 1919年3月4日 – 1931年3月3日 | 1918年選出 | 9 | 67                                                                                     | 9 | 1920年選出 死去 | 1921年3月4日 – 1923年3月24日 | 共和党 | サミュエル・D・ニコルソン | 6 |
| 9 | ローレンス・C・フィップス | 共和党 | 1919年3月4日 – 1931年3月3日 | 1918年選出 | 9 | 68                                                                                     | 9 | 1920年選出 死去 | 1921年3月4日 – 1923年3月24日 | 共和党 | サミュエル・D・ニコルソン | 6 |
| 9 | ローレンス・C・フィップス | 共和党 | 1919年3月4日 – 1931年3月3日 | 1918年選出 | 9 |                                                                                        | 9 | 1923年3月24日 – 1923年5月17日 | 空席 | 空席 | 空席 | |
| 9 | ローレンス・C・フィップス | 共和党 | 1919年3月4日 – 1931年3月3日 | 1918年選出 | 9 | ニコルソン死去による空席を補充するため任命 引退                                        | 9 | 1923年5月17日 – 1924年11月30日 | 民主党 | アルヴァ・B・アダムズ | 7 | |
| 9 | ローレンス・C・フィップス | 共和党 | 1919年3月4日 – 1931年3月3日 | 1918年選出 | 9 | ニコルソン死去による補欠選挙で選出 再指名に失敗                                        | 9 | 1924年12月1日 – 1927年3月3日 | 共和党 | ライス・W・ミーンズ | 8 | |
| 9 | ローレンス・C・フィップス | 共和党 | 1919年3月4日 – 1931年3月3日 | 1924年再選 引退 | 10 | ニコルソン死去による補欠選挙で選出 再指名に失敗                                        | 9 | 1924年12月1日 – 1927年3月3日 | 共和党 | ライス・W・ミーンズ | 8 | 69 |
| 9 | ローレンス・C・フィップス | 共和党 | 1919年3月4日 – 1931年3月3日 | 1924年再選 引退 | 10 | 70                                                                                     | 10 | 1926年選出 死去 | 1927年3月4日 – 1932年8月27日 | 共和党 | チャールズ・W・ウォーターマン | 9 |
| 9 | ローレンス・C・フィップス | 共和党 | 1919年3月4日 – 1931年3月3日 | 1924年再選 引退 | 10 | 71                                                                                     | 10 | 1926年選出 死去 | 1927年3月4日 – 1932年8月27日 | 共和党 | チャールズ・W・ウォーターマン | 9 |
| 10 | エドワード・P・コスティガン | 民主党 | 1931年3月4日 – 1937年1月3日 | 1930年選出 引退 | 11 | 72                                                                                     | 10 | 1926年選出 死去 | 1927年3月4日 – 1932年8月27日 | 共和党 | チャールズ・W・ウォーターマン | 9 |
| 10 | エドワード・P・コスティガン | 民主党 | 1931年3月4日 – 1937年1月3日 | 1930年選出 引退 | 11 | 72                                                                                     | 10 | | 1932年8月27日 – 1932年9月26日 | 空席 | 空席 | 空席 |
| 10 | エドワード・P・コスティガン | 民主党 | 1931年3月4日 – 1937年1月3日 | 1930年選出 引退 | 11 | 72                                                                                     | 10 | ウォーターマン死去による空席を補充するため任命 補欠選挙で敗北 | 1932年9月26日 – 1932年12月6日 | 民主党 | ウォルター・ウォーカー | 10 |
| 10 | エドワード・P・コスティガン | 民主党 | 1931年3月4日 – 1937年1月3日 | 1930年選出 引退 | 11 | 72                                                                                     | 10 | ウォーターマン死去による補欠選挙で選出 再選に失敗 | 1932年12月7日 – 1933年3月3日 | 共和党 | カール・C・スカイラー | 11 |
| 10 | エドワード・P・コスティガン | 民主党 | 1931年3月4日 – 1937年1月3日 | 1930年選出 引退 | 11 | 73                                                                                     | 11 | 1932年選出 | 1933年3月4日 – 1941年12月1日 | 民主党 | アルヴァ・B・アダムズ | 12 |
| 10 | エドワード・P・コスティガン | 民主党 | 1931年3月4日 – 1937年1月3日 | 1930年選出 引退 | 11 | 74                                                                                     | 11 | 1932年選出 | 1933年3月4日 – 1941年12月1日 | 民主党 | アルヴァ・B・アダムズ | 12 |
| 11 | エド・ジョンソン | 民主党 | 1937年1月3日 – 1955年1月3日 | 1936年選出 | 12 | 75                                                                                     | 11 | 1932年選出 | 1933年3月4日 – 1941年12月1日 | 民主党 | アルヴァ・B・アダムズ | 12 |
| 11 | エド・ジョンソン | 民主党 | 1937年1月3日 – 1955年1月3日 | 1936年選出 | 12 | 76                                                                                     | 12 | 1938年再選 死去 | 1933年3月4日 – 1941年12月1日 | 民主党 | アルヴァ・B・アダムズ | 12 |
| 11 | エド・ジョンソン | 民主党 | 1937年1月3日 – 1955年1月3日 | 1936年選出 | 12 | 77                                                                                     | 12 | 1938年再選 死去 | 1933年3月4日 – 1941年12月1日 | 民主党 | アルヴァ・B・アダムズ | 12 |
| 11 | エド・ジョンソン | 民主党 | 1937年1月3日 – 1955年1月3日 | 1936年選出 | 12 |                                                                                        | 12 | 1941年12月1日 – 1941年12月20日 | 空席 | 空席 | 空席 | |
| 11 | エド・ジョンソン | 民主党 | 1937年1月3日 – 1955年1月3日 | 1936年選出 | 12 | アダムズ死去による空席を補充するため任命 1942年11月4日アダムズ死去による補欠選挙で選出 | 12 | 1941年12月20日 – 1957年1月3日 | 共和党 | ユージン・ミリキン | 13 | |
| 11 | エド・ジョンソン | 民主党 | 1937年1月3日 – 1955年1月3日 | 1942年再選 | 13 | アダムズ死去による空席を補充するため任命 1942年11月4日アダムズ死去による補欠選挙で選出 | 12 | 1941年12月20日 – 1957年1月3日 | 共和党 | ユージン・ミリキン | 13 | 78 |
| 11 | エド・ジョンソン | 民主党 | 1937年1月3日 – 1955年1月3日 | 1942年再選 | 13 | 79                                                                                     | 13 | 1941年12月20日 – 1957年1月3日 | 共和党 | ユージン・ミリキン | 13 | 1944年選出 |
| 11 | エド・ジョンソン | 民主党 | 1937年1月3日 – 1955年1月3日 | 1942年再選 | 13 | 80                                                                                     | 13 | 1941年12月20日 – 1957年1月3日 | 共和党 | ユージン・ミリキン | 13 | 1944年選出 |
| 11 | エド・ジョンソン | 民主党 | 1937年1月3日 – 1955年1月3日 | 1948年再選 引退 | 14 | 81                                                                                     | 13 | 1941年12月20日 – 1957年1月3日 | 共和党 | ユージン・ミリキン | 13 | 1944年選出 |
| 11 | エド・ジョンソン | 民主党 | 1937年1月3日 – 1955年1月3日 | 1948年再選 引退 | 14 | 82                                                                                     | 14 | 1941年12月20日 – 1957年1月3日 | 共和党 | ユージン・ミリキン | 13 | 1950年再選 引退 |
| 11 | エド・ジョンソン | 民主党 | 1937年1月3日 – 1955年1月3日 | 1948年再選 引退 | 14 | 83                                                                                     | 14 | 1941年12月20日 – 1957年1月3日 | 共和党 | ユージン・ミリキン | 13 | 1950年再選 引退 |
| 12 | ゴードン・L・アロット | 共和党 | 1955年1月3日 – 1973年1月3日 | 1954年選出 | 15 | 84                                                                                     | 14 | 1941年12月20日 – 1957年1月3日 | 共和党 | ユージン・ミリキン | 13 | 1950年再選 引退 |
| 12 | ゴードン・L・アロット | 共和党 | 1955年1月3日 – 1973年1月3日 | 1954年選出 | 15 | 85                                                                                     | 15 | 1956年選出 再選に失敗 | 1957年1月3日 – 1963年1月3日 | 民主党 | ジョン・A・キャロル | 14 |
| 12 | ゴードン・L・アロット | 共和党 | 1955年1月3日 – 1973年1月3日 | 1954年選出 | 15 | 86                                                                                     | 15 | 1956年選出 再選に失敗 | 1957年1月3日 – 1963年1月3日 | 民主党 | ジョン・A・キャロル | 14 |
| 12 | ゴードン・L・アロット | 共和党 | 1955年1月3日 – 1973年1月3日 | 1960年再選 | 16 | 87                                                                                     | 15 | 1956年選出 再選に失敗 | 1957年1月3日 – 1963年1月3日 | 民主党 | ジョン・A・キャロル | 14 |
| 12 | ゴードン・L・アロット | 共和党 | 1955年1月3日 – 1973年1月3日 | 1960年再選 | 16 | 88                                                                                     | 16 | 1962年選出 | 1963年1月3日 – 1975年1月3日 | 共和党 | ピーター・H・ドミニク | 15 |
| 12 | ゴードン・L・アロット | 共和党 | 1955年1月3日 – 1973年1月3日 | 1960年再選 | 16 | 89                                                                                     | 16 | 1962年選出 | 1963年1月3日 – 1975年1月3日 | 共和党 | ピーター・H・ドミニク | 15 |
| 12 | ゴードン・L・アロット | 共和党 | 1955年1月3日 – 1973年1月3日 | 1966年再選 再選に失敗 | 17 | 90                                                                                     | 16 | 1962年選出 | 1963年1月3日 – 1975年1月3日 | 共和党 | ピーター・H・ドミニク | 15 |
| 12 | ゴードン・L・アロット | 共和党 | 1955年1月3日 – 1973年1月3日 | 1966年再選 再選に失敗 | 17 | 91                                                                                     | 17 | 1968年再選 再選に失敗 | 1963年1月3日 – 1975年1月3日 | 共和党 | ピーター・H・ドミニク | 15 |
| 12 | ゴードン・L・アロット | 共和党 | 1955年1月3日 – 1973年1月3日 | 1966年再選 再選に失敗 | 17 | 92                                                                                     | 17 | 1968年再選 再選に失敗 | 1963年1月3日 – 1975年1月3日 | 共和党 | ピーター・H・ドミニク | 15 |
| 13 | フロイド・K・ハスケル | 民主党 | 1973年1月3日 – 1979年1月3日 | 1972年選出 再選に失敗 | 18 | 93                                                                                     | 17 | 1968年再選 再選に失敗 | 1963年1月3日 – 1975年1月3日 | 共和党 | ピーター・H・ドミニク | 15 |
| 13 | フロイド・K・ハスケル | 民主党 | 1973年1月3日 – 1979年1月3日 | 1972年選出 再選に失敗 | 18 | 94                                                                                     | 18 | 1974年選出 | 1975年1月3日 – 1987年1月3日 | 民主党 | ゲイリー・ハート | 16 |
| 13 | フロイド・K・ハスケル | 民主党 | 1973年1月3日 – 1979年1月3日 | 1972年選出 再選に失敗 | 18 | 95                                                                                     | 18 | 1974年選出 | 1975年1月3日 – 1987年1月3日 | 民主党 | ゲイリー・ハート | 16 |
| 14 | ウィリアム・L・アームストロング | 共和党 | 1979年1月3日 – 1991年1月3日 | 1978年選出 | 19 | 96                                                                                     | 18 | 1974年選出 | 1975年1月3日 – 1987年1月3日 | 民主党 | ゲイリー・ハート | 16 |
| 14 | ウィリアム・L・アームストロング | 共和党 | 1979年1月3日 – 1991年1月3日 | 1978年選出 | 19 | 97                                                                                     | 19 | 1980年再選 引退 | 1975年1月3日 – 1987年1月3日 | 民主党 | ゲイリー・ハート | 16 |
| 14 | ウィリアム・L・アームストロング | 共和党 | 1979年1月3日 – 1991年1月3日 | 1978年選出 | 19 | 98                                                                                     | 19 | 1980年再選 引退 | 1975年1月3日 – 1987年1月3日 | 民主党 | ゲイリー・ハート | 16 |
| 14 | ウィリアム・L・アームストロング | 共和党 | 1979年1月3日 – 1991年1月3日 | 1984年再選 引退 | 20 | 99                                                                                     | 19 | 1980年再選 引退 | 1975年1月3日 – 1987年1月3日 | 民主党 | ゲイリー・ハート | 16 |
| 14 | ウィリアム・L・アームストロング | 共和党 | 1979年1月3日 – 1991年1月3日 | 1984年再選 引退 | 20 | 100                                                                                    | 20 | 1986年選出 引退 | 1987年1月3日 – 1993年1月3日 | 民主党 | ティム・ワース | 17 |
| 14 | ウィリアム・L・アームストロング | 共和党 | 1979年1月3日 – 1991年1月3日 | 1984年再選 引退 | 20 | 101                                                                                    | 20 | 1986年選出 引退 | 1987年1月3日 – 1993年1月3日 | 民主党 | ティム・ワース | 17 |
| 15 | ハンク・ブラウン | 共和党 | 1991年1月3日 – 1997年1月3日 | 1990年選出 引退 | 21 | 102                                                                                    | 20 | 1986年選出 引退 | 1987年1月3日 – 1993年1月3日 | 民主党 | ティム・ワース | 17 |
| 15 | ハンク・ブラウン | 共和党 | 1991年1月3日 – 1997年1月3日 | 1990年選出 引退 | 21 | 103                                                                                    | 21 | 1992年選出 1995年3月3日に共和党へ移籍 | 1993年1月3日 – 2005年1月3日 | 民主党 | ベン・ナイトホース・キャンベル | 18 |
| 15 | ハンク・ブラウン | 共和党 | 1991年1月3日 – 1997年1月3日 | 1990年選出 引退 | 21 | 104                                                                                    | 21 | 1992年選出 1995年3月3日に共和党へ移籍 | 1993年1月3日 – 2005年1月3日 | 民主党 | ベン・ナイトホース・キャンベル | 18 |
| 15 | ハンク・ブラウン | 共和党 | 1991年1月3日 – 1997年1月3日 | 1990年選出 引退 | 21 | 共和党                                                                                 | 21 | 1992年選出 1995年3月3日に共和党へ移籍 | 1993年1月3日 – 2005年1月3日 | | ベン・ナイトホース・キャンベル | 18 |
| 16 | ウェイン・アラード | 共和党 | 1997年1月3日 – 2009年1月3日 | 1996年選出 | 22 | 105                                                                                    | 21 | 1992年選出 1995年3月3日に共和党へ移籍 | 1993年1月3日 – 2005年1月3日 | | ベン・ナイトホース・キャンベル | 18 |
| 16 | ウェイン・アラード | 共和党 | 1997年1月3日 – 2009年1月3日 | 1996年選出 | 22 | 106                                                                                    | 22 | 1998年再選 引退 | 1993年1月3日 – 2005年1月3日 | | ベン・ナイトホース・キャンベル | 18 |
| 16 | ウェイン・アラード | 共和党 | 1997年1月3日 – 2009年1月3日 | 1996年選出 | 22 | 107                                                                                    | 22 | 1998年再選 引退 | 1993年1月3日 – 2005年1月3日 | | ベン・ナイトホース・キャンベル | 18 |
| 16 | ウェイン・アラード | 共和党 | 1997年1月3日 – 2009年1月3日 | 2002年再選 引退 | 23 | 108                                                                                    | 22 | 1998年再選 引退 | 1993年1月3日 – 2005年1月3日 | | ベン・ナイトホース・キャンベル | 18 |
| 16 | ウェイン・アラード | 共和党 | 1997年1月3日 – 2009年1月3日 | 2002年再選 引退 | 23 | 109                                                                                    | 23 | 2004年選出 内務長官就任のため辞職 | 2005年1月3日 – 2009年1月20日 | 民主党 | ケネス・リー・サラザール | 19 |
| 16 | ウェイン・アラード | 共和党 | 1997年1月3日 – 2009年1月3日 | 2002年再選 引退 | 23 | 110                                                                                    | 23 | 2004年選出 内務長官就任のため辞職 | 2005年1月3日 – 2009年1月20日 | 民主党 | ケネス・リー・サラザール | 19 |
| 17 | マーク・ユーダル | 民主党 | 2009年1月3日 – 2015年1月3日 | 2008年選出 再選に失敗 | 24 | 111                                                                                    | 23 | 2004年選出 内務長官就任のため辞職 | 2005年1月3日 – 2009年1月20日 | 民主党 | ケネス・リー・サラザール | 19 |
| 17 | マーク・ユーダル | 民主党 | 2009年1月3日 – 2015年1月3日 | 2008年選出 再選に失敗 | 24 | 111                                                                                    | 23 | サラザール辞職により任命 | 2009年1月21日 – 現職 | 民主党 | マイケル・ベネット | 20 |
| 17 | マーク・ユーダル | 民主党 | 2009年1月3日 – 2015年1月3日 | 2008年選出 再選に失敗 | 24 | 112                                                                                    | 24 | 2010年選出 | 2009年1月21日 – 現職 | 民主党 | マイケル・ベネット | 20 |
| 17 | マーク・ユーダル | 民主党 | 2009年1月3日 – 2015年1月3日 | 2008年選出 再選に失敗 | 24 | 113                                                                                    | 24 | 2010年選出 | 2009年1月21日 – 現職 | 民主党 | マイケル・ベネット | 20 |
| 18 | コーリー・ガードナー | 共和党 | 2015年1月3日 – 2021年1月3日 | 2014年選出 再選に失敗 | 25 | 114                                                                                    | 24 | 2010年選出 | 2009年1月21日 – 現職 | 民主党 | マイケル・ベネット | 20 |
| 18 | コーリー・ガードナー | 共和党 | 2015年1月3日 – 2021年1月3日 | 2014年選出 再選に失敗 | 25 | 115                                                                                    | 25 | 2016年再選 | 2009年1月21日 – 現職 | 民主党 | マイケル・ベネット | 20 |
| 18 | コーリー・ガードナー | 共和党 | 2015年1月3日 – 2021年1月3日 | 2014年選出 再選に失敗 | 25 | 116                                                                                    | 25 | 2016年再選 | 2009年1月21日 – 現職 | 民主党 | マイケル・ベネット | 20 |
| 19 | ジョン・ヒッケンルーパー | 民主党 | 2021年1月3日 – 現職 | 2020年選出 | 26 | 117                                                                                    | 25 | 2016年再選 | 2009年1月21日 – 現職 | 民主党 | マイケル・ベネット | 20 |
| 19 | ジョン・ヒッケンルーパー | 民主党 | 2021年1月3日 – 現職 | 2020年選出 | 26 | 118                                                                                    | 26 | 2022年改選予定 | 2022年改選予定 | 2022年改選予定 | 2022年改選予定 | 2022年改選予定 |
| 19 | ジョン・ヒッケンルーパー | 民主党 | 2021年1月3日 – 現職 | 2020年選出 | 26 | 119                                                                                    | 26 | 2022年改選予定 | 2022年改選予定 | 2022年改選予定 | 2022年改選予定 | 2022年改選予定 |
| 2026年改選予定 | 2026年改選予定 | 2026年改選予定 | 2026年改選予定 | 2026年改選予定 | 27 | 120                                                                                    | 26 | 2022年改選予定 | 2022年改選予定 | 2022年改選予定 | 2022年改選予定 | 2022年改選予定 |
| # | 氏名 | 所属政党 | 在職期間 | 選挙歴 | 任 期 |                                                                                        | 任 期 | 選挙歴 | 在職期間 | 所属政党 | 氏名 | # |
| 第2部 | 第2部 | 第2部 | 第2部 | 第2部 | 第2部 | 第3部                                                                                  | 第3部 | 第3部 | 第3部 | 第3部 | 第3部 | |

## 註
1. ↑  “Teller in Colorado.”. The New York Times. (1897年1月21日). p. 2
2. ↑  Byrd.